# Jean-Baptiste Baudoin
Jean-Baptiste Baudoin (Juniville, França, 11 de janeiro 1831 - Juniville, 15 de novembro de 1875) foi um padre católico francês, que atuou como missionário na Islândia.

## Vida
Baudoin e Bernard Bernard (1821-1895) foram os primeiros sacerdotes católicos ns Islândia após a Reforma Protestante. Eles chegaram em 1857 (Bernard) e 1858 (Baudoin), e construíram uma pequena capela na fazenda Landakot, perto de Reykjavík.  Eles se reuniram com uma recepção difícil e, em 1862, Bernard deixou o país, enquanto Baudoin perseverou até 1875.
Baudoin se envolveu em polêmicas durante todo o tempo em que viveu na Islândia (1858-1875). Ele escreveu muitos artigos em jornais, a fim de responder às críticas contra a Igreja Católica. Além disso, ele escreveu vários livros em islandês, por exemplo, um folheto com o título "Jesús Kristr er guð þrátt fyrir mótmæli Magnúsar Eiríkssonar" (1867), podendo ser traduzido para o português como "Jesus Cristo é Deus, apesar do protesto de Magnus Eiríksson, que era voltada para o livro do teólogo islandês Magnús Eiríksson, intitulado "Er Johannes-Evangeliet et apostolisk og ægte Evangelium", traduzido como "É o Evangelho de João um evangelho apostólico e verdadeiro" (1863).

## Principais trabalhos
- Útskýring um trú katólsku kirkjunnar í þeim trúaratriðum, þar sem ágreiningr er milli hennar og mótmælenda, Reykjavík 1865.
- [Anônimo], Svar hinna katólsku presta upp á 1. bréfið frá París eptir Eirík Magnússon. Hvað segir sagan um Parísarbréfið?, Reykjavík 1866.
- Jesús Kristr er guð. Þrátt fyrir mótmæli herra Magnúsar Eiríkssonar, Reykjavík 1867.
- [Anônimo], Er það satt eðr ósatt, sem hra Jónas Guðmundsson segir um bækling vorn: "Jesús Kristr er Guð" o. s. frv.?, Reykjavík 1867.
- Til Íslendinga : um Lestrarbók handa alþýðu, eftir séra Þórarinn Böðvarsson. Reykjavík 1875.
- Gunnar F. Guðmundsson, Kaþólskt trúboð á Íslandi 1857-1875, Reykjavík: Sagnfræðistofnun Háskóla Íslands 1987.
- St. Ansgar. Jahrbuch des St.-Ansgarius Werkes, Cologne 1983, pp 70–81.